# Єсмирза
Єсмирза́ (каз. Есмырза) — село у складі Узункольського району Костанайської області Казахстану. Входить до складу Узункольського сільського округу.
Населення — 109 осіб (2021; 251 у 2009, 242 у 1999, 329 у 1989).
В радянські часи село називалось Єсмурза.